# Posturaal orthostatisch tachycardiesyndroom
Posturaal orthostatisch tachycardiesyndroom (POTS) is een vorm van dysautonomie (vegetatieve stoornis). POTS is een aandoening waarbij de overgang van een liggende positie naar een zittende of staande positie een abnormaal grote toename van de hartslagfrequentie (tachycardie) veroorzaakt. Hierbij treden symptomen op zoals duizeligheid, licht in het hoofd zijn, moeite met nadenken, wazig zicht of gevoel van slapte. Andere aandoeningen die vaak samen met POTS voorkomen zijn post-acuut infectiesyndroom, prikkelbaredarmsyndroom, misselijkheid, slapeloosheid, chronische hoofdpijn en fibromyalgie.
Over de oorzaak van POTS is nog weinig bekend. Het syndroom begint vaak na een infectie, operatie of zwangerschap. Hiernaast wordt POTS ook vaak gezien in combinatie bij mensen met een chronische (genetische) aandoening, bij hen is POTS vermoedelijk een secundaire aandoening. Het risico op POTS is groter indien de aandoening in de familie voorkomt. 
Het diagnostisch criterium bij volwassenen is een toename in hartslag van meer dan 30 slagen per minuut binnen 10 minuten na het opstaan, waarbij de bloeddruk niet of nauwelijks daalt. Ook moet er sprake zijn van bovengenoemde subjectieve klachten. Andere mogelijke oorzaken dienen te worden uitgesloten, zoals langdurige bedlegerigheid, uitdroging, hyperthyreoïdie en bloedarmoede, alsmede het gebruik van bepaalde medicijnen.
Behandeling is per patiënt uniek en kan bestaan uit het vermijden van staan, overeind zitten en andere factoren die POTS uitlokken (denk aan blootstelling aan een hoge temperatuur of het eten van grote maaltijden), een hoge inname van zout en vocht, compressiekousen (steunkousen), bewegingstherapie, revalidatietherapie en medicijnen. Medicatie kan onder andere bestaan uit bètablokkers, pyridostigmine, midrodine of fludrocortison. Hiernaast kan ook cognitieve gedragstherapie worden gegeven om patiënten te ondersteunen bij het omgaan met- en accepteren van de ziekte en de beperkingen die het met zich meebrengt. Bij meer dan 50% van de mensen die POTS ontwikkelen naar aanleiding van een virale infectie verbeteren de klachten aanzienlijk binnen vijf jaar. Ongeveer 90% heeft baat bij behandeling. In de Verenigde Staten wordt de prevalentie geschat op 0,5 à 3 miljoen mensen. De gemiddelde leeftijd waarop POTS ontstaat is 20 jaar, en het treft vaker vrouwen.

## Symptomen
Het voornaamste kenmerk van POTS is een meetbare toename van de hartslag van ten minste 30 slagen per minuut, binnen 10 minuten na het aannemen van een staande positie. Voor jongeren tussen de 12 en 19 jaar geldt een diagnostisch criterium van een toename van 40 slagen per minuut. Dit symptoom heet ook wel orthostatische (rechtopstaande) tachycardie (snelle hartslag). Hierbij is er geen sprake van een snelle en grote bloeddrukdaling, want dan zou sprake zijn van orthostatische hypotensie. Sommige medicijnen tegen POTS kunnen echter wel orthostatische hypotensie veroorzaken. De stijging in de hartslag gaat samen met andere kenmerken van orthostatische intolerantie – symptomen die ontstaan in een rechtopstaande houding en afnemen door te gaan zitten of liggen. Deze orthostatische symptomen zijn onder andere hartkloppingen, duizeligheid, licht in het hoofd zijn, pijn op de borst, benauwdheid, misselijkheid, spierslapte of een zwaar gevoel in de benen, wazig zien en cognitieve problemen, zoals moeite met nadenken. Symptomen kunnen verergeren door lange tijd te zitten, lange tijd te staan, alcohol, warmte, (overmatige) beweging of het nuttigen van een grote maaltijd.
Eén derde van de mensen met POTS valt flauw in reactie op posturale veranderingen of beweging. Migraine-achtige hoofdpijn komt vaak voor, waarbij symptomen soms verergeren door rechtop te staan (orthostatische hoofdpijn). Sommige mensen met POTS ontwikkelen acrocyanose, oftewel rood/blauw verkleurde huid, bij een staande houding, vooral in de voeten (dit duidt op het ophopen van bloed). 48% van de mensen met POTS heeft last van chronische vermoeidheid en 32% rapporteert slaapstoornissen. Anderen vertonen enkel orthostatische tachycardie als symptoom.
POTS komt relatief vaak voor in combinatie met alle typen van het syndroom van Ehlers-Danlos (EDS), een erfelijke bindweefselaandoening die zich kenmerkt door hypermobiele gewrichten die snel uit de kom raken, losse huid, snel blauwe plekken en vele andere symptomen. Er bestaan verschillende typen van het syndroom van Ehlers-Danlos, met elk hun eigen combinatie van symptomen. De combinatie POTS, EDS en mestcelactivatiesyndroom (MCAS) wordt steeds vaker gezien, waarbij een genetische marker bij alle drie de condities gevonden wordt. POTS komt ook vaak samen voor met vasovagale syncope; dit overlapt in 25% van de gevallen. Er is ook significant veel overlap tussen POTS en het chronischevermoeidheidssyndroom (ME/CVS); zo'n 25-50% van de ME/CVS patiënten heeft ook POTS. Vermoeidheid en verminderde inspanningstolerantie zijn kenmerkend voor beide condities, en dysautonomie kan ten grondslag liggen aan beide aandoeningen.

## Oorzaken
POTS-symptomen kunnen door verschillende pathofysiologische mechanismen worden veroorzaakt. Over deze mechanismen is nog weinig bekend en ze kunnen overlappen; veel patiënten vertonen kenmerken van meerdere POTS-typen. Veel POTS-patiënten hebben een laag bloedvolume (hypovolemie), wat de terugstroom van bloed naar het hart vermindert. Om hiervoor te compenseren verhoogt het hart zijn hartminuutvolume door sneller te kloppen, wat leidt tot symptomen als presyncope en tachycardie.
In 30 tot 60% van de gevallen geclassificeerd als hyperadrenerg POTS zijn de noradrenalinespiegels verhoogd bij een staande positie, vaak door hypovolemie of gedeeltelijke autonome neuropathie. Een kleiner gedeelte van de mensen met POTS heeft (erg hoge) staande noradrenalinespiegels, die verhoogd zijn zonder dat er sprake is van hypovolemie of autonome neuropathie; dit wordt centraal hyperadrenerg POTS genoemd. De hoge noradrenalinespiegels dragen bij aan de tachycardiesymptomen. Een ander subtype, neuropathisch POTS, wordt geassocieerd met denervatie van sympathische zenuwen in de benen. Er wordt gedacht dat bij dit subtype verminderde samentrekking van de slagaders ervoor zorgt dat bloed ophoopt in de aderen van de onderbenen. De hartslag zou verhogen om te compenseren voor deze ophoping.
Genen spelen waarschijnlijk een rol; één onderzoek vond dat 1 op de 8 POTS-patiënten een familiegeschiedenis van orthostatische intolerantie hadden. In bijna 50% van de gevallen wordt POTS geassocieerd met een recente virale infectie.  POTS komt regelmatig voor in combinatie met het chronischevermoeidheidssyndroom. Gedurende een virale infectie of langdurige bedlegerigheid kan het lichaam gewend raken aan orthostatische intolerantie en overmatige prikkelbaarheid van het centraal zenuwstelsel, wat leidt tot de fysiologische onmogelijkheid van het lichaam om zich weer aan te passen aan een staande houding of aan beweging.. Deconditionering wordt soms onterecht genoemd als oorzaak van POTS, wat voor frustratie kan zorgen bij de mensen die eraan lijden..
POTS komt vaker voor bij vrouwen dan bij mannen. Onderzoeken hebben de aandoening gelinkt aan acute stressoren zoals zwangerschap, een recente operatie of een recent trauma. POTS is ook gelinkt aan patiënten met een geschiedenis van auto-immuunziekten, bindweefselziekten, PDS, bloedarmoede, hyperthyreoïdie, fibromyalgie, diabetes, amyloïdose, sarcoïdose, systemische lupus erythematodes en kanker.
Wanneer POTS veroorzaakt wordt door een andere aandoening, wordt het secundair POTS genoemd. Diabetes mellitus wordt vaak gezien als primaire oorzaak. POTS kan ook secundair zijn aan maag/darmziekten die worden geassocieerd met een verminderde vloeistofinname door misselijkheid, of vochtverlies door diarree, wat leidt tot hypovolemie.
Een deel van de patiënten heeft zowel POTS als het mestcelactivatiesyndroom (MCAS). Het is nog niet duidelijk of MCAS secundair POTS veroorzaakt of dat ze samen voorkomen, maar door deze patiënten voor MCAS te behandelen, kunnen de POTS-symptomen significant verbeteren.

## In de media
Het BNN-programma Je zal het maar hebben zond op 2 mei 2017 een aflevering met een POTS-patiënt uit.